# Michael Vink
Michael Vink (Christchurch, 22 de novembro de 1991) é um ciclista profissional neozelandês, que milita nas fileiras do conjunto St. George Continental Cycling Team.

## Palmarés
| 2012 - Campeonato da Nova Zelândia em Estrada - 1 etapa do Tour de Southland 2013 - Memorial Philippe Van Coningsloo 2014 - New Zealand Cycle Classic, mais 1 etapa 2015 - Campeonato da Nova Zelândia Contrarrelógio | 2016 - 2 etapas do Tour de Southland 2017 - 1 etapa do Tour de Southland 2018 - 2.º no Campeonato da Nova Zelândia Contrarrelógio |